# 12. ceremonia wręczenia Satelitów
12. ceremonia rozdania nagród Satelitów odbyła się 17 grudnia 2007 roku w Grand Salon, Hotelu InterContinental w Los Angeles. Nominacje do tej nagrody zostały ogłoszone przez IPA miesiąc wcześniej.

## Laureaci i nominowani
Laureaci nagród wyróżnieni są wytłuszczeniem

### Produkcje filmowe

#### Najlepszy film dramatyczny
- To nie jest kraj dla starych ludzi
- 3:10 do Yumy
- Daleko od niej
- Nim diabeł dowie się, że nie żyjesz
- Wschodnie obietnice
- Świadek bez pamięci

#### Najlepszy film komediowy lub musical
- Juno
- Lakier do włosów
- Wpadka
- Miłość Larsa
- Margot jedzie na ślub
- Tylko strzelaj

#### Najlepsza aktorka w filmie dramatycznym
- Marion Cotillard − Niczego nie żałuję – Edith Piaf
- Julie Christie − Daleko od niej
- Angelina Jolie − Cena odwagi
- Keira Knightley − Pokuta
- Laura Linney − Rodzina Savage
- Tilda Swinton − Przypadek Stephanie Daley

#### Najlepsza aktorka w filmie komediowym lub musicalu
- Ellen Page − Juno
- Amy Adams − Zaczarowana
- Cate Blanchett − I’m Not There. Gdzie indziej jestem
- Katherine Heigl − Wpadka
- Nicole Kidman − Margot jedzie na ślub
- Emily Mortimer − Miłość Larsa

#### Najlepszy aktor w filmie dramatycznym
- Viggo Mortensen − Wschodnie obietnice
- Christian Bale − Operacja Świt
- Josh Brolin − To nie jest kraj dla starych ludzi
- Frank Langella − Starting Out in the Evening
- Tommy Lee Jones − W dolinie Elah
- Denzel Washington − Amerykański gangster

#### Najlepszy aktor w filmie komediowym lub musicalu
- Ryan Gosling − Miłość Larsa
- Don Cheadle − Mów do mnie
- Richard Gere − Blef
- Ben Kingsley − Mokra robota
- Clive Owen − Tylko strzelaj
- Seth Rogen − Wpadka

#### Najlepsza aktorka drugoplanowa
- Amy Ryan − Gdzie jesteś, Amando?
- Ruby Dee − Amerykański gangster
- Taraji P. Henson − Mów do mnie
- Saoirse Ronan − Pokuta
- Emmanuelle Seigner − Niczego nie żałuję – Edith Piaf
- Tilda Swinton − Michael Clayton

#### Najlepszy aktor drugoplanowy
- Casey Affleck − Zabójstwo Jesse’ego Jamesa przez tchórzliwego Roberta Forda i Tom Wilkinson − Michael Clayton
- Javier Bardem − To nie jest kraj dla starych ludzi
- Brian Cox − Zodiak
- Jeff Daniels − Świadek bez pamięci
- Ben Foster − 3:10 do Yumy

#### Najlepszy reżyser
- Ethan i Joel Coenowie − To nie jest kraj dla starych ludzi
- David Cronenberg − Wschodnie obietnice
- Olivier Dahan − Niczego nie żałuję – Edith Piaf
- Ang Lee − Ostrożnie, pożądanie
- Sidney Lumet − Nim diabeł dowie się, że nie żyjesz
- Sarah Polley − Daleko od niej

#### Najlepszy scenariusz oryginalny
- Diablo Cody − Juno
- Kelly Masterson − Nim diabeł dowie się, że nie żyjesz
- Steve Knight − Wschodnie obietnice
- Nancy Oliver − Miłość Larsa
- Scott Frank − Świadek bez pamięci
- Tony Gilroy − Michael Clayton

#### Najlepszy scenariusz adaptowany
- Christopher Hampton − Pokuta
- Sarah Polley − Daleko od niej
- David Benioff − Chłopiec z latawcem
- Hui-Ling Wang(inne języki) i James Schamus − Ostrożnie, pożądanie
- Ethan i Joel Coenowie − To nie jest kraj dla starych ludzi
- James Vanderbilt − Zodiak

#### Najlepszy film zagraniczny
- Ostrożnie, pożądanie
- 4 miesiące, 3 tygodnie i 2 dni
- Niczego nie żałuję – Edith Piaf
- Ofsajd
- Sierociniec
- Dziesięć czółen

#### Najlepszy film animowany lub produkcja wykorzystującalive action
- Ratatuj
- 300
- Beowulf
- Złoty kompas
- Persepolis
- Simpsonowie: Wersja kinowa

#### Najlepsza muzyka
- Alberto Iglesias − Chłopiec z latawcem
- Nick Cave − Zabójstwo Jesse’ego Jamesa przez tchórzliwego Roberta Forda
- Dario Marianelli − Pokuta
- Howard Shore − Wschodnie obietnice
- James Newton Howard − Świadek bez pamięci
- Michael Giacchino − Ratatuj

#### Najlepsza piosenka
- „Grace is Gone” z filmu Grace odeszła; słowa i muzyka Clint Eastwood i Carole Bayer Sager
- „Come So Far” z filmu Lakier do włosów; słowa i muzyka Marc Shaiman
- „Do You Feel Me” z filmu Amerykański gangster; słowa i muzyka Diane Warren
- „If You Want Me” z filmu Once; słowa i muzyka Glen Hansard i Markéta Irglová
- „Lyra” z filmu Złoty kompas; słowa i muzyka Kate Bush
- „Rise” z filmu Wszystko za życie; słowa i muzyka Eddie Vedder

#### Najlepsze zdjęcia
- Janusz Kamiński − Motyl i skafander
- Bruno Delbonnel − Across the Universe
- Roger Deakins − Zabójstwo Jesse’ego Jamesa przez tchórzliwego Roberta Forda
- Henry Braham − Złoty kompas
- Robert Elswit − Aż poleje się krew
- Harris Savides − Zodiak

#### Najlepszy montaż
- Pietro Scalia − Amerykański gangster
- Christopher Rouse − Ultimatum Bourne’a
- Ronald Sanders − Wschodnie obietnice
- Jill Savitt − Świadek bez pamięci
- Richard Marizy − Niczego nie żałuję – Edith Piaf
- Ethan i Joel Coenowie − To nie jest kraj dla starych ludzi

#### Najlepsza scenografia
- Guy Dyas i David Allday − Elizabeth: Złoty wiek
- Mark Friedberg i Peter Rogness − Across the Universe
- David Allday, Matthew Gray i Charles Wood − Głos wolności
- Patricia Norris, Martin Gendron i Troy Sizemore − Zabójstwo Jesse’ego Jamesa przez tchórzliwego Roberta Forda
- Dennis Davenport i David Gropman − Lakier do włosów
- Mark Tildesley, Gary Freeman, Stephen Morahan i Denis Schnegg − W stronę słońca

#### Najlepsze kostiumy
- Alexandra Byrne − Elizabeth: Złoty wiek
- Jenny Beavan − Głos wolności
- Jacqueline Durran − Pokuta
- Yvonne Blake − Duchy Goi
- Rita Ryack − Lakier do włosów
- Marit Allen − Niczego nie żałuję – Edith Piaf

#### Najlepsze efekty specjalne
- Chris Watts, Grant Freckelton, Derek Wentworth i Daniel Leduc − 300
- Rob Engle, Jerome Chen, Sean Phillips, Kenn McDonald i Michael Lantieri − Beowulf
- Peter Chiang, Charlie Noble, David Vickery i Mattias Lindahl − Ultimatum Bourne’a
- Thomas Schelesny, Matt Jacobs i Tom Gibbons − Zaczarowana
- Michael L. Fink − Złoty kompas
- Scott Farrar − Transformers

#### Najlepszy dźwięk
- Karen M. Baker, Kirk Francis, Per Hallberg, Scott Millan i David Parker − Ultimatum Bourne’a
- Scott Hecker, Eric Norris, Chris Jenkins, Frank A. Montaño i Patrick Rousseau − 300
- Mike Prestwood Smith, Mark Taylor i Glenn Freemantle − Złoty kompas
- Tod A. Maitland, Skip Lievsay, Rick Kline i Jeremy Peirson − Jestem legendą
- Nikolas Javelle i Jean-Paul Hurier − Niczego nie żałuję – Edith Piaf
- Christopher Boyes, Paul Massey, Lee Orloff i George Watters II − Piraci z Karaibów: Na krańcu świata

#### Najlepszy film dokumentalny
- Chorować w USA
- The 11th Hour
- Darfur Now
- The King of Kong: A Fistful of Quarters
- Lake of Fire
- Bez końca

### Produkcje telewizyjne

#### Najlepszy serial dramatyczny
- Dexter, Showtime
- Bracia i siostry, ABC
- Friday Night Lights, NBC
- Chirurdzy, ABC
- Mad Men, AMC
- The Riches, FX

#### Najlepszy serial komediowy
- Gdzie pachną stokrotki, ABC
- Chuck, NBC
- Statyści, BBC Two
- The Flight of the Concords, HBO
- Brzydula Betty, ABC
- Trawka, Showtime

#### Najlepszy miniserial
- The Amazing Mrs. Pritchard
- Firma – CIA
- Jane Eyre
- Pięć dni. Zniknięcie
- Życie po falstarcie

#### Najlepszy film telewizyjny
- Oprah Winfrey Presents: Mitch Albom’s For One More Day
- Pochowaj me serce w Wounded Knee
- Life Support
- Longford
- The Trial of Tony Blair
- O czym szumią wierzby

#### Najlepsza aktorka w serialu dramatycznym
- Ellen Pompeo − Chirurdzy
- Glenn Close − Układy
- Minnie Driver − The Riches
- Sally Field − Bracia i siostry
- Kyra Sedgwick − Podkomisarz Brenda Johnson
- Jeanne Tripplehorn − Trzy na jednego

#### Najlepszy aktor w serialu dramatycznym
- Michael C. Hall − Dexter
- Eddie Izzard − The Riches
- Hugh Laurie − Dr House
- Denis Leary − Wołanie o pomoc
- Bill Paxton − Trzy na jednego
- James Woods − Shark

#### Najlepsza aktorka w serialu komediowym
- America Ferrera − Brzydula Betty
- Tina Fey − Rockefeller Plaza 30
- Anna Friel − Gdzie pachną stokrotki
- Patricia Heaton − Teraz ty!
- Felicity Huffman − Gotowe na wszystko
- Julia Louis-Dreyfus − Nowe przygody starej Christine

#### Najlepszy aktor w serialu komediowym
- Stephen Colbert − The Colbert Report
- Alec Baldwin − Rockefeller Plaza 30
- Steve Carell − Biuro
- Ricky Gervais − Statyści
- Zachary Levi − Chuck
- Lee Pace − Gdzie pachną stokrotki

#### Najlepsza aktorka w miniserialu lub filmie telewizyjnym
- Samantha Morton − Longford
- Ellen Burstyn − Oprah Winfrey Presents: Mitch Albom’s For One More Day
- Queen Latifah − Life Support
- Debra Messing − Życie po falstarcie
- Sharon Small − Sprawy inspektora Lynleya
- Ruth Wilson − Jane Eyre

#### Najlepszy aktor w miniserialu lub filmie telewizyjnym
- David Oyelowo − Pięć dni. Zniknięcie
- Jim Broadbent − Longford
- Robert Lindsay − The Trial of Tony Blair
- Aidan Quinn − Pochowaj me serce w Wounded Knee
- Tom Selleck − Jesse Stone: Sea Change
- Toby Stephens − Jane Eyre

#### Najlepsza aktorka w serialu, miniserialu lub filmie telewizyjnym
- Vanessa Williams − Brzydula Betty
- Polly Bergen − Gotowe na wszystko
- Judy Davis − Życie po falstarcie
- Rachel Griffiths − Bracia i siostry
- Jaime Pressly − Na imię mi Earl
- Chandra Wilson − Chirurdzy

#### Najlepszy aktor w serialu, miniserialu lub filmie telewizyjnym
- David Zayas − Dexter
- Harry Dean Stanton − Trzy na jednego
- Michael Emerson − Zagubieni
- Justin Kirk − Trawka
- T.R. Knight − Chirurdzy
- Masi Oka − Herosi
- Andy Serkis − Longford

### Nagrody okolicznościowe
- Nagroda Mary Pickford za wkład w przemysł rozrywkowy: Kathy Bates
- Nagroda im. Nikoli Tesli za wkład rozwój techniczny przemysłu filmowego: Dennis Muren
- Nagroda autorów: Julian Schnabel (Motyl i skafander)
- Najlepsza obsada w serialu: Mad Men
- Najlepsza obsada filmowa: Nim diabeł dowie się, że nie żyjesz